# Adoretus gressitti
Adoretus gressitti är en skalbaggsart som beskrevs av Frey 1970. Adoretus gressitti ingår i släktet Adoretus och familjen Rutelidae. Inga underarter finns listade i Catalogue of Life.